# Bahia de Todos os Santos (filme)
Bahia de Todos os Santos é um filme brasileiro de 1960, do gênero drama psicológico, dirigido por Trigueirinho Neto.
Faz parte do "fenômeno baiano" que marcou os primeiros cinco anos da década de 1960 do cinema brasileiro e é considerado um precursor do cinema novo.

## Sinopse
Na Bahia da década de 1940, Tônio é um jovem que vive oprimido pela miséria e pelo preconceito. Abandonado pelo pai branco, mãe negra doente, ele vive com a avó, Mãe Sabina, que mantém um terreiro de Candomblé, alvo de perseguição policial. Foge da família, vive praticando pequenos furtos e é sustentado por uma amante estrangeira, Miss Collins. Seus amigos Manuel, Pitanga e outros também são criminosos e se encontram num esconderijo numa praia afastada. O irmão de Pitanga é estivador e numa greve que reivindica a instalação de um sindicato é morto pela polícia. Pitanga tenta ajudar o irmão e na briga um policial também acaba morto, obrigando-o a fugir junto com outros grevistas. Tônio rouba cinco contos de sua amante e os dá a Pitanga para ajudá-lo na fuga. Ele conta à mulher que pegou o dinheiro mas diz que não foi para si. Ela deduz que foi para ajudar os "comunistas" (os grevistas sindicalistas) sobre os quais leu nos jornais e, depois de Tônio brigar com ela e a abandonar, o denuncia para a polícia.

## Elenco
Ver o elenco completo no site da Cinemateca Brasileira 
- Jurandir Pimentel ... Tônio
- Lola Brah ... Miss Collins, Estrangeira
- Araçary de Oliveira ... Alice
- Geraldo Del Rey ... Manuel
- Eduardo Waddington ... Matias, contrabandista
- Antônio Victor ... Comandante de Polícia
- Sadi Cabral ... Diretor do reformatório
- Milton Gaúcho
- Antonio Sampaio...Pitanga

## Prêmios
- Prêmio Fábio Prado de melhor argumento original.
- Prêmio Saci (1961) de melhor argumento e melhor produtor para Trigueirinho Neto, e melhor atriz para Araçary de Oliveira.
- Destaque no Festival de Poços de Caldas (1961, MG).
- Prêmio Cidade de São Paulo (1961) conferido pelo júri municipal de cinema na categoria de melhor atriz para Araçary de Oliveira; de melhor argumento para Trigueirinho Neto; de melhor edição para Maria Guadalupe.
- Prêmio de melhor filme e de melhor diretor do Festival do Guarujá (1961, SP).